# Blodgett Landing
Blodgett Landing ist ein Census-designated place in der Town of Newbury im Merrimack County im US-Bundesstaat New Hampshire. Die Volkszählung von 2020 erfasste 152 Einwohner. Der CDP wurde im Jahr 2010 erstmals vom Census definiert.

## Lage
Der Ort liegt bei den Koordinaten 43° 22' 32.30" Nord und 72° 2' 21.27" West auf einer Höhe von 365 Metern über dem Meeresspiegel am Sunapee Lake und hat eine Fläche von 0,8 km². Südlich mündet der Blodgett Brook in den See. An Blodgett Landing vorbei führt die New Hampshire State Route NH-103A im Abschnitt zwischen der Interstate 89 im Norden und der Ortslage Newbury im Süden.